# Santa Maria Novella

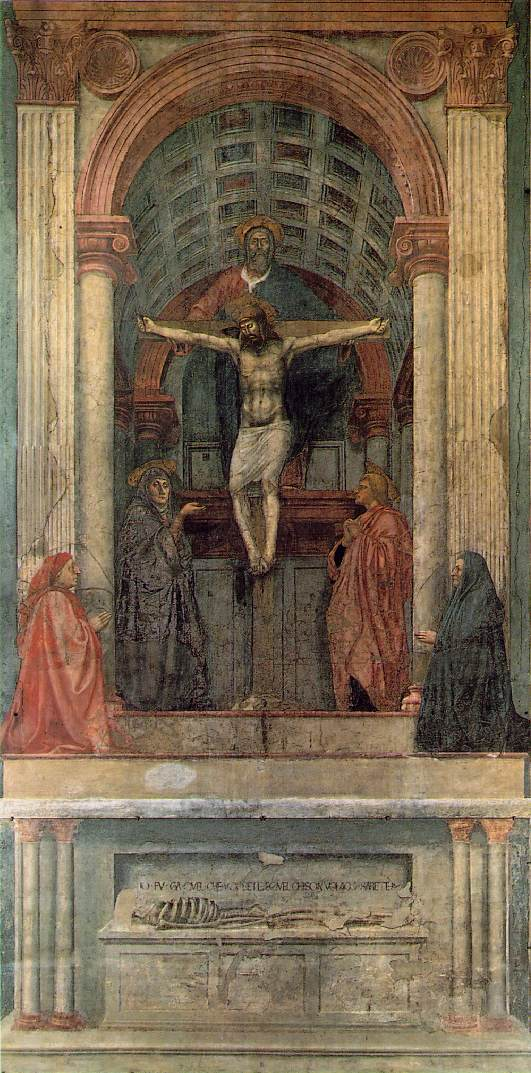
Fresco Heilige Drie-eenheid van Masaccio

De Basilica di Santa Maria Novella is een basiliek aan de Piazza Santa Maria Novella in Florence in Italië. De voorgevel werd in 1470 voltooid naar een ontwerp van Leon Battista Alberti. In de kerk bevindt zich onder meer het fresco De Heilige Drie-eenheid van Masaccio.
In 1487 kreeg Filippino Lippi van Filippo Strozzi de opdracht om de familiekapel in de Santa Maria Novella te decoreren. Het onderwerp was het leven van Johannes de Evangelist en de heilige Filips. Lippi was met dit werk erg lang bezig en voltooide dit pas in 1503 na de dood van de opdrachtgever. Het uiteindelijke werk gaf zeer treffend het politieke en religieuze klimaat aan het einde van de 15de eeuw in Florence weer.
Vlak naast de basiliek ligt het gelijknamige centraal station van de stad, in contrasterende modernistische architectuur uit de jaren 30 van de twintigste eeuw.

## Indeling
- Schip
- Capella Rucellai met het fresco Madonna met Kind van Nino Pisano
- Koor met fresco’s van Domenico Ghirlandaio
- Capella Gondi met het crucifix van Brunelleschi
- Capella Strozzi di Mantova met fresco’s van Nardo di Cione en Andrea Orcagna
- Sacristie
- Linkerzijbeuk
- Kloostergangen
- Cappellone degli Spagnoli
- Chiostrino dei Morti
- Refettorio